# Oxyopes ramosus
Oxyopes ramosus es una especie de araña del género Oxyopes, familia Oxyopidae. Fue descrita científicamente por Martini & Goeze en 1778.
Habita en Europa, Turquía, Cáucaso, Rusia (Europa hasta el sur de Siberia), Kazajistán y Corea.